# ジーケ
ジーケ (ドイツ語: Syke, ドイツ語発音: [ˈziːkə] ( 音声ファイル)) は、ドイツ連邦共和国ニーダーザクセン州ディープホルツ郡に属する市で、同郡北部の中級中心都市である。
ジーケ (Syke) という地名は、低地ドイツ語で水源地を意味する Siek に由来する。地元の人々はこの地名を長い "ie" の様に発音する。地元以外の人が誤って [ˈzyːkə]（ジューケ）と発音した場合、地元では低地ドイツ語で疫病や疾病を意味する Süke あるいは Süük を連想してしまう。

## 地理

### 位置
ジーケは、ニーダーザクセン州ディープホルツ郡で最大の市であり、3番目に大きな自治体である。この街はブレーメンの南、直線距離で約 19 km の、ヴィルデスハウザー・ゲースト自然公園の東に位置している。ハッヘ川がこの街を流れている。「緑の街」と呼ばれるジーケは、広さ約 900 ha の州有林フリーデホルツおよびヴェスターマルクの存在が特徴的である。
ジーケは、森で覆われた丘と氷期の谷の堆積物からなるモレーン地形に位置している。街の北西にホーアー・ベルクがある。本市はフェルデンとヴィルデスハウゼンとを結ぶかつての軍事街道沿いに位置している。幅の広いハッヘ川の谷で、ここに中州があることで渡渉が可能であった。ここに木道が造られた。現在ジーケのハウプト通りが通る場所に堤防が造られていた。

### 気候
北海からの湿った北西風による影響を受けた穏やかな海洋性気候が支配的である。ジーケの長期平均気温は 8.5 から 9.0℃、降水量は約 700 mm である。5月から8月までの間に平均20日から25日の夏日（最高気温が25℃を超える日）が観測される。

### 市の構成
- バリエン（4,977人）
- ゲッセル（2,187人）
- ゲーデストルフ（411人）
- ハイリゲンフェルデ（1,452人）
- ヘンシュテット（452人）
- ヤールディングハウゼン（312人）
- オーケル（1,119人）
- オスターホルツ（364人）
- リシュテット（1,323人）
- シュネプケ（444人）
- シュタイムケ（819人）
- ジーケ（中心街）（11,108人）
- ヴァッヘンドルフ（513人）

人口はいずれも2017年1月1日現在の数値である。

## 歴史

### 古代
フンテ川とヴェーザー川との間の砂地（主にデルメンホルスター・ゲーストとジーカー・ゲースト）は、長い集落の歴史を有する古くからの入植地である。石器時代、青銅器時代、鉄器時代の出土品がジーケの郡立博物館、ニーンブルク郷土博物館、ブレーメンのフォッケ博物館に展示されている。2011年にゲッセル地区近くの土地で青銅器時代の「ゲッセルの黄金の財宝」が発掘された。これは中央ヨーロッパ最大級の先史時代の黄金の財宝である。この発見は、NELパイプラインの建設に先立つ考古学的試掘による成果であった。紀元前にはすでにハッヘ川の谷の両岸の丘陵地にゲルマン人の農民（アングリヴァリー族やカウキー族）が定住していた。他の考古学研究では、ゲッセル近郊で2世紀から3世紀のローマ帝国時代のゲルマン人墓地が発見されている。

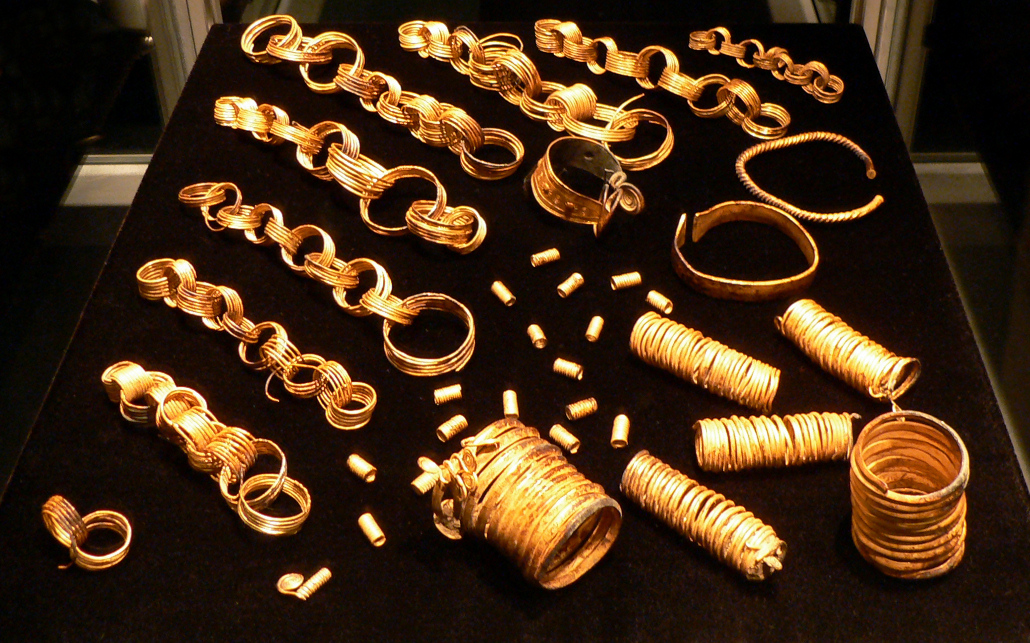
ゲッセルの黄金の財宝

紀元後300年からザクセン人がこの地域に移動してきた。彼らはこの地域にディング法に基づくガウを組織した。フンテ川とヴェーザー川との間の北部地域はラールガウとレリガウとされた。カロリング朝時代、ジーケの重要なハッヘ川渡渉地は環状土塁で護られた。この土塁は、後にジーケ城建設の基盤として利用された。

### 中世

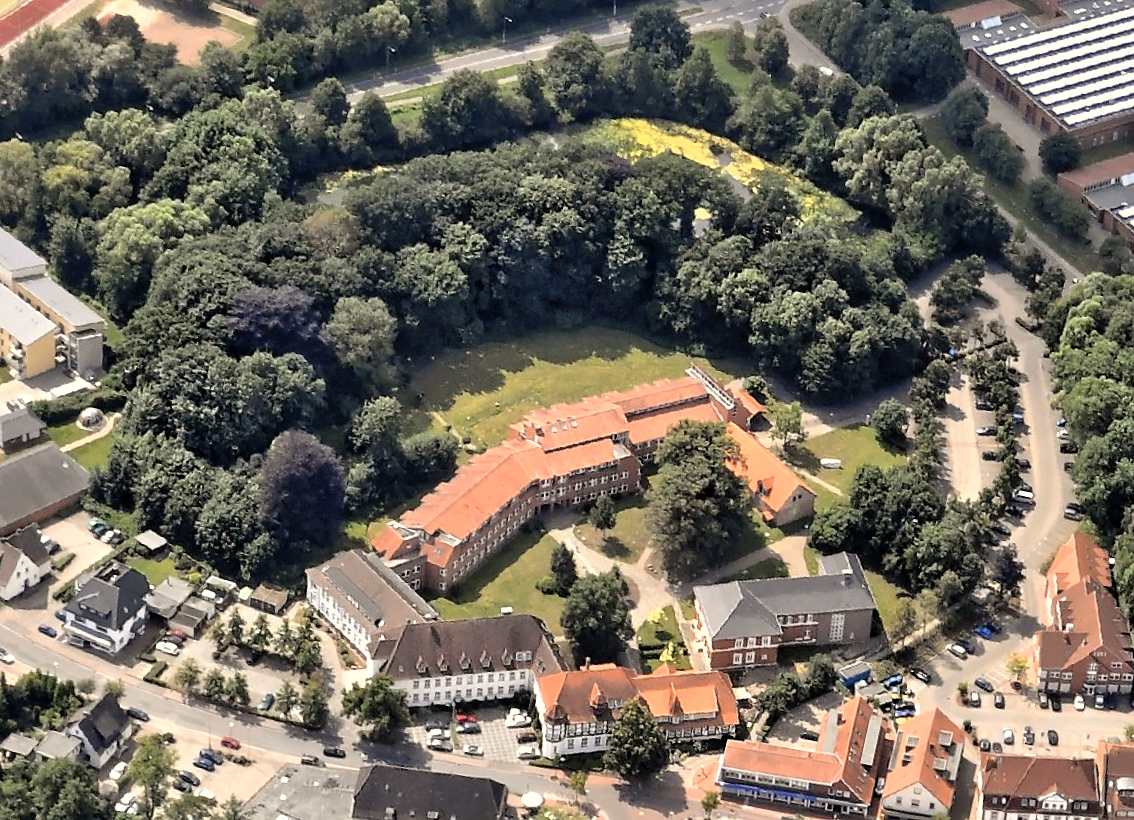
ジーケ城跡。画面上方に土塁が見られる。

ザクセン人は、800年頃にカール大帝が率いるフランク人に征服され、住民は強制的にキリスト教化された。ディングの世俗の権力は伯に移行された。ラールガウはオルデンブルク＝ヴィルデスハウゼン伯領となった。ブルーフハウゼン系のオルデンブルク伯の1人が、ブレーメン司教に対する防衛のために、1270年頃にジーケ城を建設した。これ以後ジーケは伯のフォークト（代官）およびアムツマン（官僚）の所在地となり、城塞は行政機関所在地として改築・強化された。この城は、その後1259年にノイブルーフハウゼンの領主家のものとなった。ジーケの最初の文献記録は13世紀になされている。城についての最初の史料は、14世紀後期に作成された。1384年に城はホーヤ伯の所有となり、1582年のホーヤ伯家断絶に伴いヴェストファーレンの諸侯の掌中に収まった。三十年戦争の波乱の中1633年に城の一部が取り壊されたと推定される。
ジーケ城は、古くから存在していた周囲約 400 m の「ジーケの環状土塁」の中に造られた。最も古い出土品は13世紀のものである。
城の敷地には、豚舎からルネサンス建築の大きな主館まで18棟の建物があった。二重の水堀が周囲を囲み、跳ね橋を通らないと入城できなかった。コルンツィンスハウスは1592年に城の敷地に建てられた建物で、ジーケ市内で最も古い世俗建築である。
シュタウフェン家の皇帝バルバロッサによってザクセン公ハインリヒ獅子公が排除された結果、1200年頃ヴェーザー川沿いにホーヤ伯領が創設された。やがてホーヤ伯はその居館をニーンブルクに移し、ジーケを含むヴェーザー川西岸の領土を獲得した。
この集落が初めて記録された1225年頃のヴェーザー川の橋リストには、現在も使われている表記が用いられている。この街の表記は何度も変化している。1769年から1773年の地図には Sycke と表記されているが、その西には Sieksche Feld、北には Syker Riede と記されている。
1350年と1464年にペストが流行し、ジーケの住民はほんの数人が生き延びただけであった。ジーケは1423年にオルデンブルク伯に略奪された。ジーケは、1520年にフレッケン（都市権の一部を有する比較的大きな町）として記録されている。この町は1525年に宗教改革がなされた。

### 近世以降

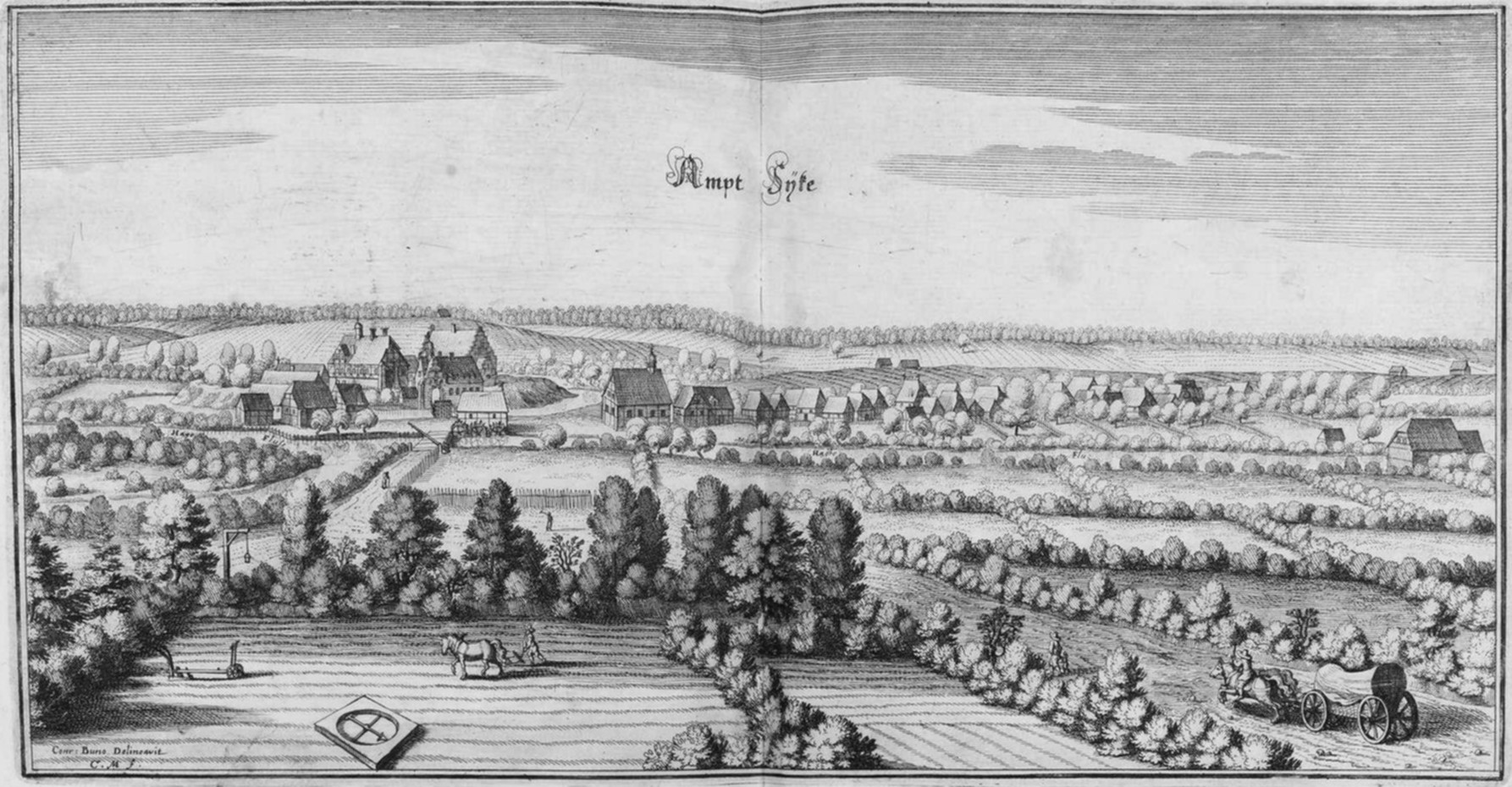
1654年に出版されたマテウス・メーリアンの銅版画に描かれたジーケの姿

1582年にホーヤ伯家断絶に伴い孤立した地域は、ツェレ＝リューネブルク公領となった。同家は1692年から1815年まで選帝侯であり、その後1866年までハノーファー王国の王家であった。
三十年戦争では、1628年にティリー伯率いるカトリック連合軍によって焼き討ちされた。デンマーク軍やカトリック連合軍がこの町を荒廃させた。
1718年にジーケは市場開催権を取得した。ジーケはこの年に落雷によって起こった火災の犠牲となった。1740年にジーケは馬の交換所を有する郵便の宿駅となった。
ナポレオン統治下のフランスによる占領時代（1803年 - 1813年）、ジーケを含むヴェーザー川両岸地域はフランス領となった。ナポレオンのロシア遠征のためにジーケ住民はフランス大陸軍に徴兵された。フランス兵が宿営していた1808年4月2日にジーケで火災が起こり、83棟の建物が焼失した。火災を免れた家屋は数棟だけであった。
1866年にジーケはハノーファー州の一部としてプロイセン領となった。1885年、アムト・フロイデンベルクとアムト・ジーケが統合されてジーケ郡が創設され、郡議会の所在地となった。
1873年から、ハンブルク - ヴェンロー鉄道の一部として建設された鉄道オスナブリュック - ブレーメン線の駅がジーケに開業した。1900年にはホーヤ行きの狭軌鉄道が建設され、1965年に標準軌に拡充された。
フレッケン・ジーケはハッヘ川の西岸に位置していた。東岸は、1790年に建設された農民集落を起源とするコロニー・ジーケであった。コロニー・ジーケは1897年にフレッケン・ジーケに統合された。ジーケは1929年に都市権を得た。1900年のジーケの人口は2000人であった。
1932年のプロイセンの行政改革によりジーケは、ホーヤ郡とジーケ郡が合併して新たに創設されたグラーフシャフト・ホーヤ郡の郡庁所在地となった。1946年にジーケは、新たに創設されたニーダーザクセン州の一部となった。第二次世界大戦後の難民の波によって1945年に人口が倍増した。1974年に当時のジーケ市とそれまで独立した町村であった12の周辺町村が合併して現在のジーケ市が形成された。ジーケは1977年までグラーフシャフト・ホーヤ郡の郡庁所在地であったが、1977年/78年の郡域改編後はディープホルツ郡の行政機関の大きな支所がジーケに置かれた。2004年に郡の行政機関がディープホルツに集約された。当時にジーケの郡役場には他の役所や機関が入居した。現在その建物には、ジーケのギムナジウムの支所も入居している。
ジーケ市内の消防署の車庫が1994年12月と、さらに2009年1月に焼失した。
グラーフシャフト・ホーヤ郡の車両のナンバープレート記号は SY であった。1977年以後、この郡はニーンブルク/ヴェーザー郡、オルデンブルク郡、ディープホルツ郡に分割された。この旧郡は、主に農業地域であったため、現在も SY のナンバープレートをつけた農業用車両やトレーラーを見かけることがある。また、2008年4月からは SY のナンバープレートが再び交付されるようになった。

### 市町村合併
1974年3月1日、バリエン、ゲッセル、ゲーデストルフ、ハイリゲンフェルデ、ヘンシュテット、ヤールディングハウゼン、オーケル、オスターホルツ、リシュテット、シュネプケ、シュタイムケ、ヴァッヘンドルフが合併し、ジーケの市区を形成した。

### 人口推移

ジーケ市の人口推移

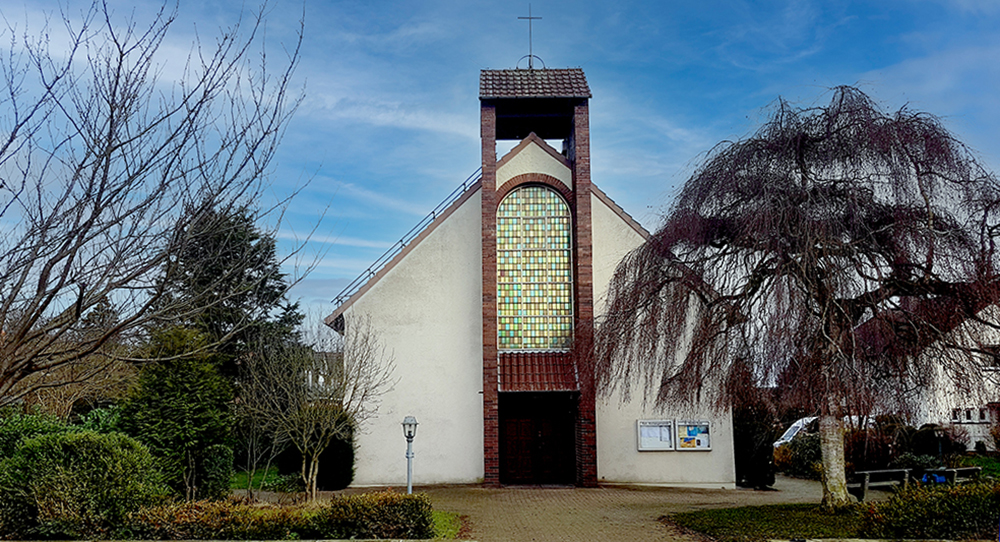
カトリックの聖パウルス教会

## 住民

### 宗教
ジーケには以下の教会組織がある。
- 福音主義ルター派クリストゥス教会[8]
- カトリックの聖パウルス教会[9]
- 自由福音主義教会[10]

## 行政

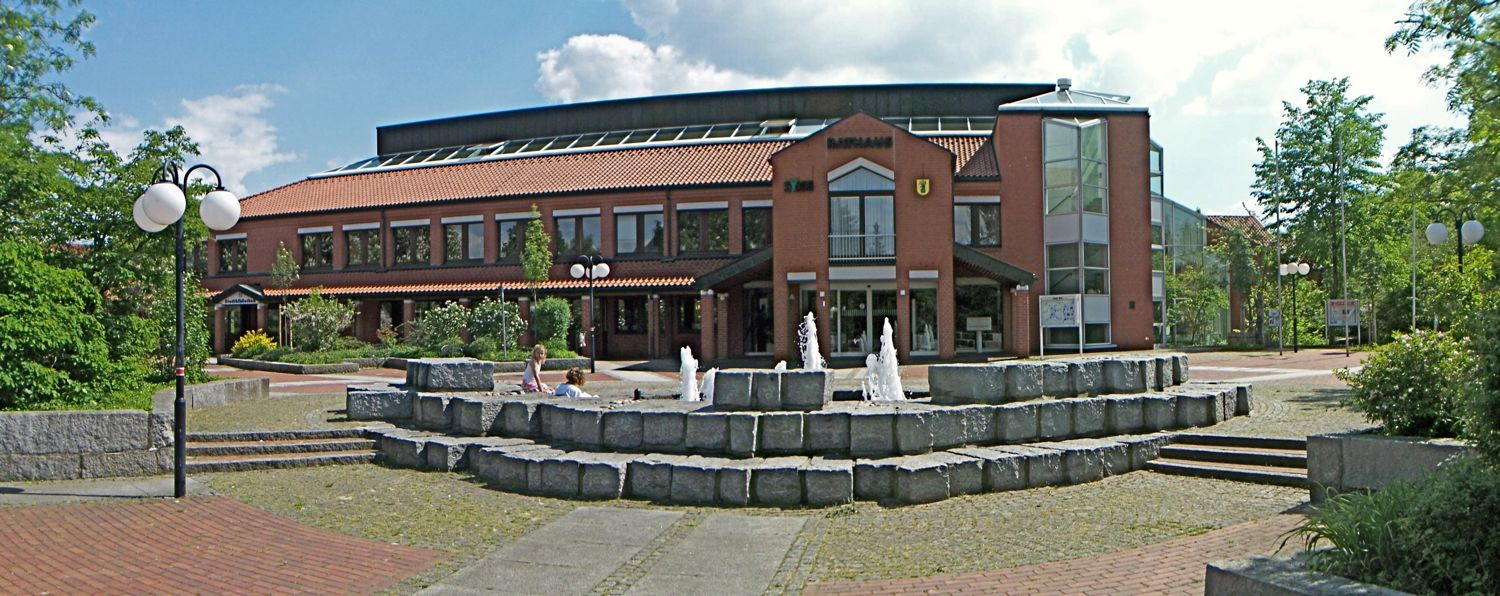
ジーケ市庁舎

### 議会
ジーケ市の議会は34議席からなる。さらに市長も議会において投票権を有している。

### 首長
2013年9月26日からズーゼ・ラウエがジーケ市の市長を務めている。彼女は SPD に所属している。初当選した2013年の市長選挙では、SPD、Grüne、および Wählergemeinschaft SYKEplus の推薦候補であった。彼女は、2013年9月22日の市長選挙で3人の対立候補を相手に 54.29 % の表を獲得して勝利した。この選挙の投票率は 72.21 % であった。2021年9月12日の市長選挙で彼女は 82.36 % の票を獲得して再選された。この選挙の投票率は 59.17 % であった。
過去の市長:
- 1974年 - 1986年: ハインツ・フリードリヒ・シュトルス
- 1986年 - 1991年: ヴァルター・フンテマン
- 1991年 - 1993年: ヴィルヘルム・フォーゲル
- 1993年 - 2000年: ブリギッテ・ハーゼ
- 2000年 - 2001年: ウーヴェ・リューテ
- 2001年 - 2013年: ハーラルト・ベーレンス (FDP)
- 2013年 - : ズーゼ・ラウエ (SPD)

### 紋章
図柄: ジーケ市の紋章は、金地に、直立した赤い爪を持つ黒い熊の腕が描かれている。このモチーフは、ホーヤ伯の紋章に由来しており、たとえばディープホルツ郡やバッスム、ブルーフハウゼン＝フィルゼン、ホーヤ、ズーリンゲンといった街の紋章にも用いられている。

### 姉妹都市、協力援助関係
- ラ・シャルトル＝シュル＝ル＝ロワール（フランス語版、英語版）（フランス、サルト県）1973年
- ヴォンブジェジノ（ポーランド、クヤヴィ＝ポモージェ県）2006年
- ジーケは、1950年代に、東プロイセンの旧ヴェーラウ市（1946年以降はカリーニングラード州 Snamensk）の旧住民に対する援助協力関係を結んだ。ジーケの郡立博物館には「ヴェーラウ郷土資料室」があり、それに該当する展示がなされている。ここでは毎年郷土交流会が行われる。
- 1990年代初めからポーランドの都市ブロドニツァと友好的な交流を行っている。ブロドニツァ（ドイツ語版、英語版）は姉妹都市ヴォンブジェジノと同じクヤヴィ＝ポモージェ県に位置している。
- ギムナジウム・ジーケは、ブロドニツァおよびロシアのニジニ・ノヴゴロドのギムナジウムと定期的に学生の相互訪問を行っている。
- ジーケは、ニーダーザクセン/ブレーメン自治体連合に加盟している。

## 文化と見所

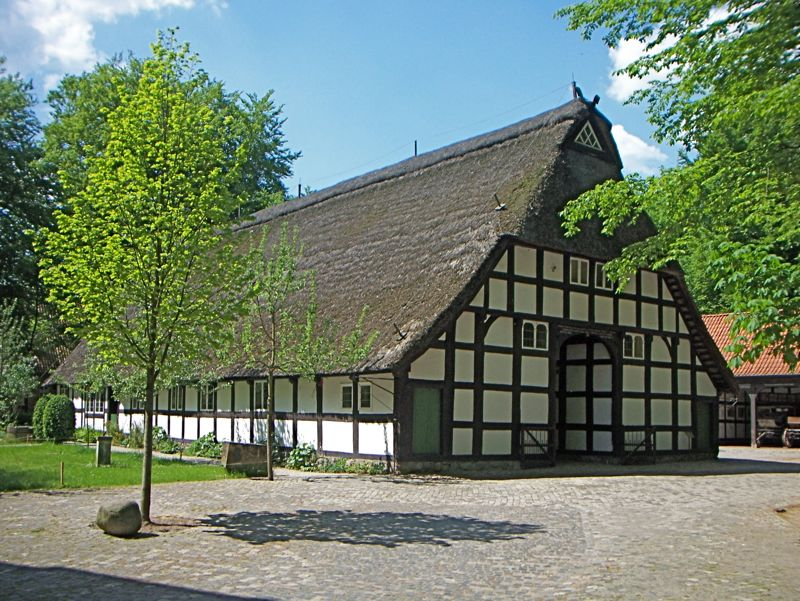
ジーケ郡立博物館

### 博物館
- ジーケ郡立博物館（ブレーメン方向の街の入り口、連邦道 B6号線沿い）は、郷土・野外博物館である。展示の中心は、手工業、農業生産手法、家内産業、文化史、先史/古代史、自然科学である。この博物館は1937年から存在しており、1747年に建設された農家に入居している。
- フォーラム・ゲッセラー・ゴルトホルトは2020年に完成したジーケ郡立博物館の増設部にある。この博物館は青銅器時代の「ゲッセルの黄金の財宝」(ドイツ語: Goldhort von Gessel)からその名が採られており、考古学に関する展示がなされている。
- ヘンシュテット地区には民営のヘンシュテッター・ドルフムゼウム（直訳: ヘンシュテットの村の博物館）がある。ここでは地元にゆかりの物品を展示している。1945年まで数家族が使っていた防空壕のオリジナルに忠実な再現もこの博物館のものである。

### 演劇と音楽
- ジーケのテアター・アン・デア・ラ＝シャルトル＝シュトラーセは、ギムナジウム・ジーケの建物として1964年に完成した。この劇場は 589席で、専属の劇団はない。
- ジーケ近代オーケストラは、北ドイツの重要なブラスオーケストラの1つである。この楽団は、国際的な音楽コンクールで数多くの賞を受賞し、この地域で定期的にコンサートを開催している。文化的なハイライトが毎年テアター・アン・デア・ラ＝シャルトル＝シュトラーセで開催されるコンサートである。
- 文化イニシアティブ・ジャズ・フォーク・クラシック・イン・ジーケ e.V. およびリュッテルシュー・イン・デア・ヴァッサーミューレ e.V. は、ジャズ、フォーク、ブルース、クラシック、ソングライトに重点を置いたコンサートを定期的に開催している。1970年代に開催されていた「ジーケの日曜日」に倣って、2003年に新しいフェスティバルコンセプト「ジャズ・フォーク & バイク・ジーケ」が提唱され、2004年にニーダーザクセン・ツーリズム賞を受賞した。
- 歌唱サークル「ゲルマニア」ジーケ・フォン 1846 は2015年に解散した。

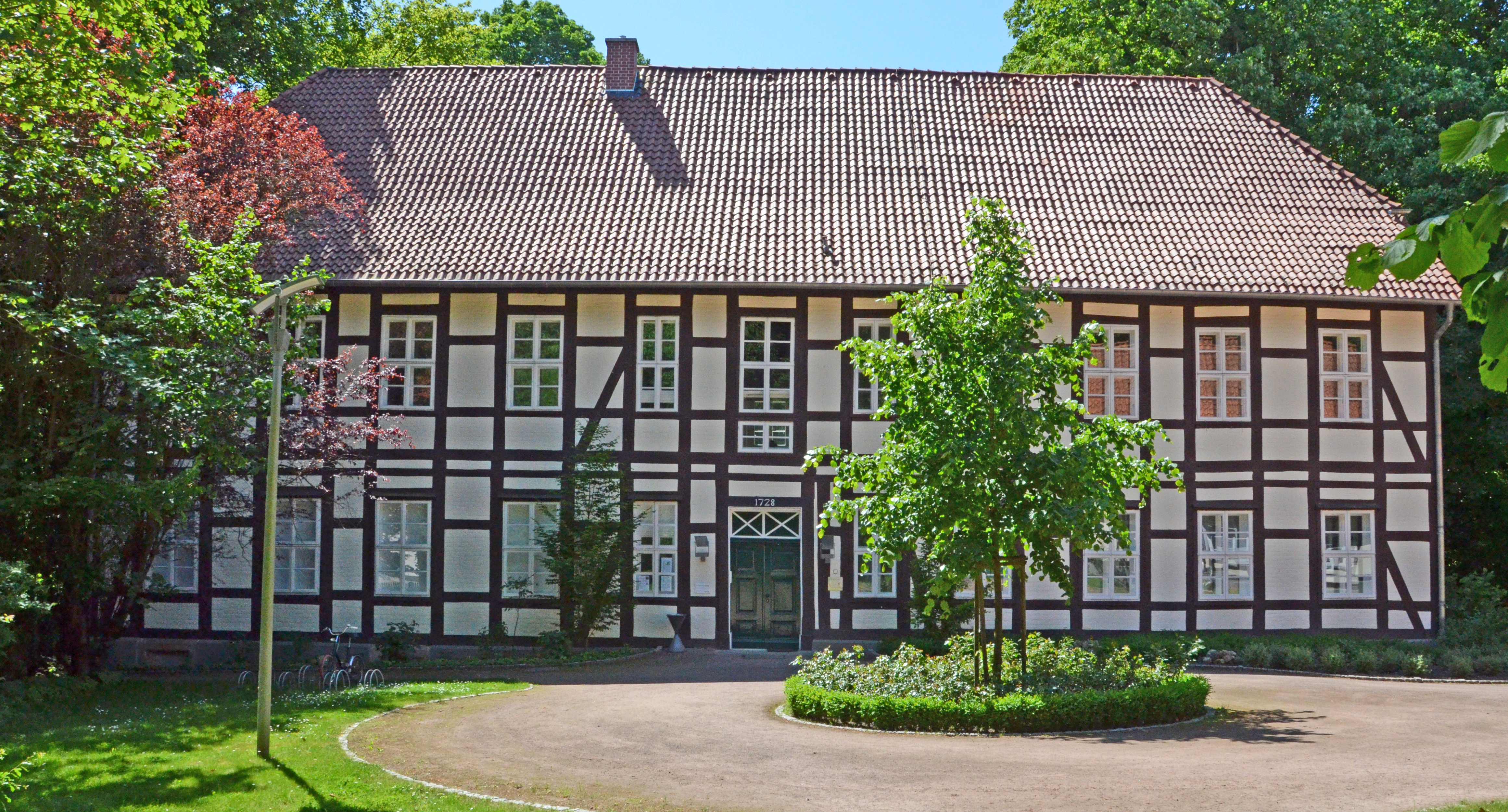
ジーカー・フォアヴェルク

### 芸術
「ジーカー・フォアヴェルク - 現代芸術センター」は、フリーデホルツの端にあるフォアヴェルク・ジーケのオフィスビルである。2002年の最後のオーバークライスディレクター退任後、保護文化財に指定されたこの建物は、公益法人郡立貯蓄銀行ジーケの所有となり、修復がなされ、2007年9月に現代芸術センターとしてオープンした。

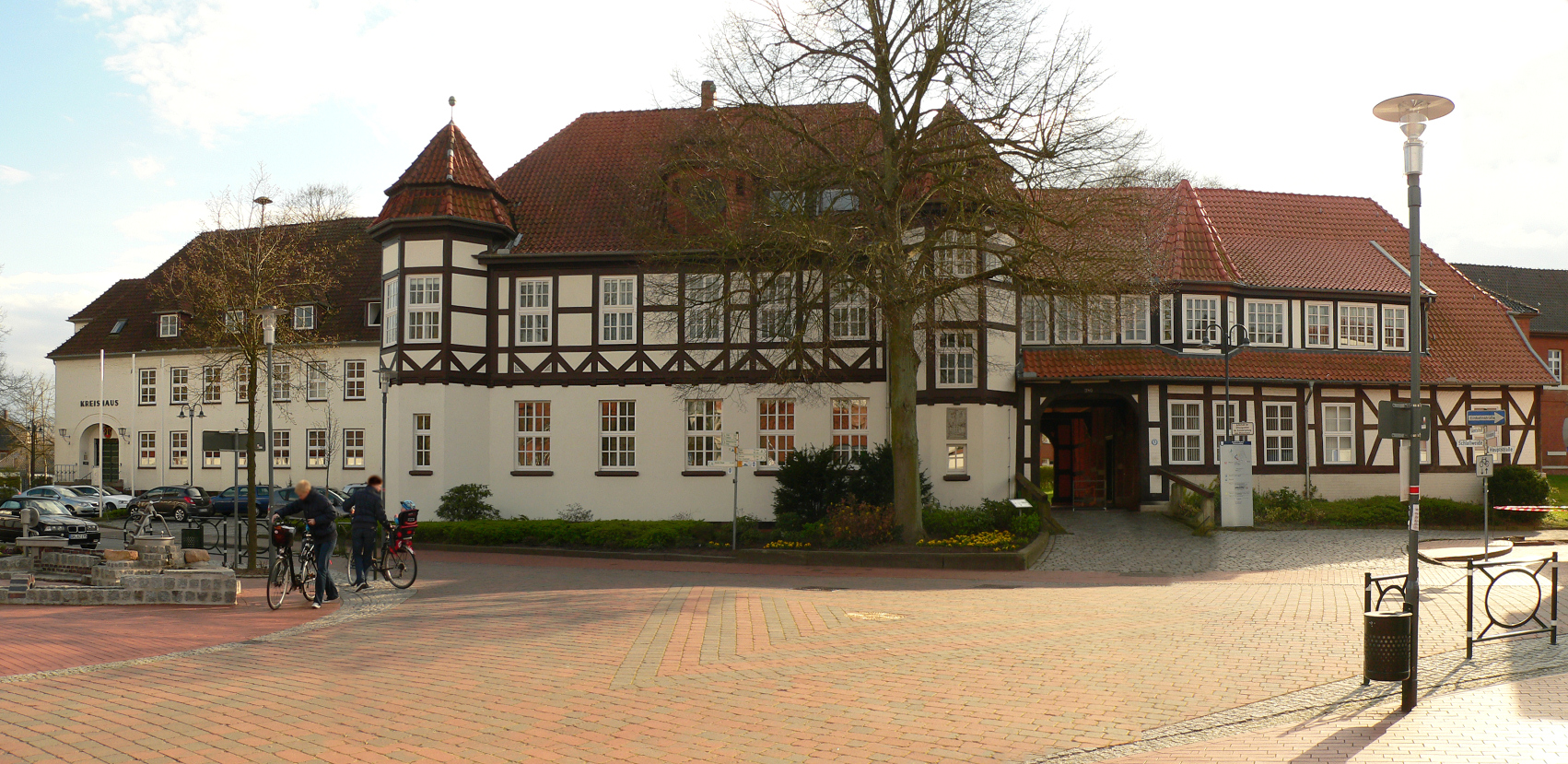
ジーケのアムツホーフ

### 建築
ジーケの重要な建造物として、中世のジーケ城の環状土塁の遺構を含むジーカー・アムツホーフと1592年建造のコルンツィンスハウスが挙げられる。アムツホーフ内には、ジーケ区裁判所の本部がある。フォアヴェルクはフリーデホルツにある。
都市景観を形成している福音主義ルター派のクリストゥス教会は、連邦道 B6号線沿いに建っている。
街の西側の入口、フィンケンベルクの上に有名な邸宅風の住まいフィンケンブルクが見える。

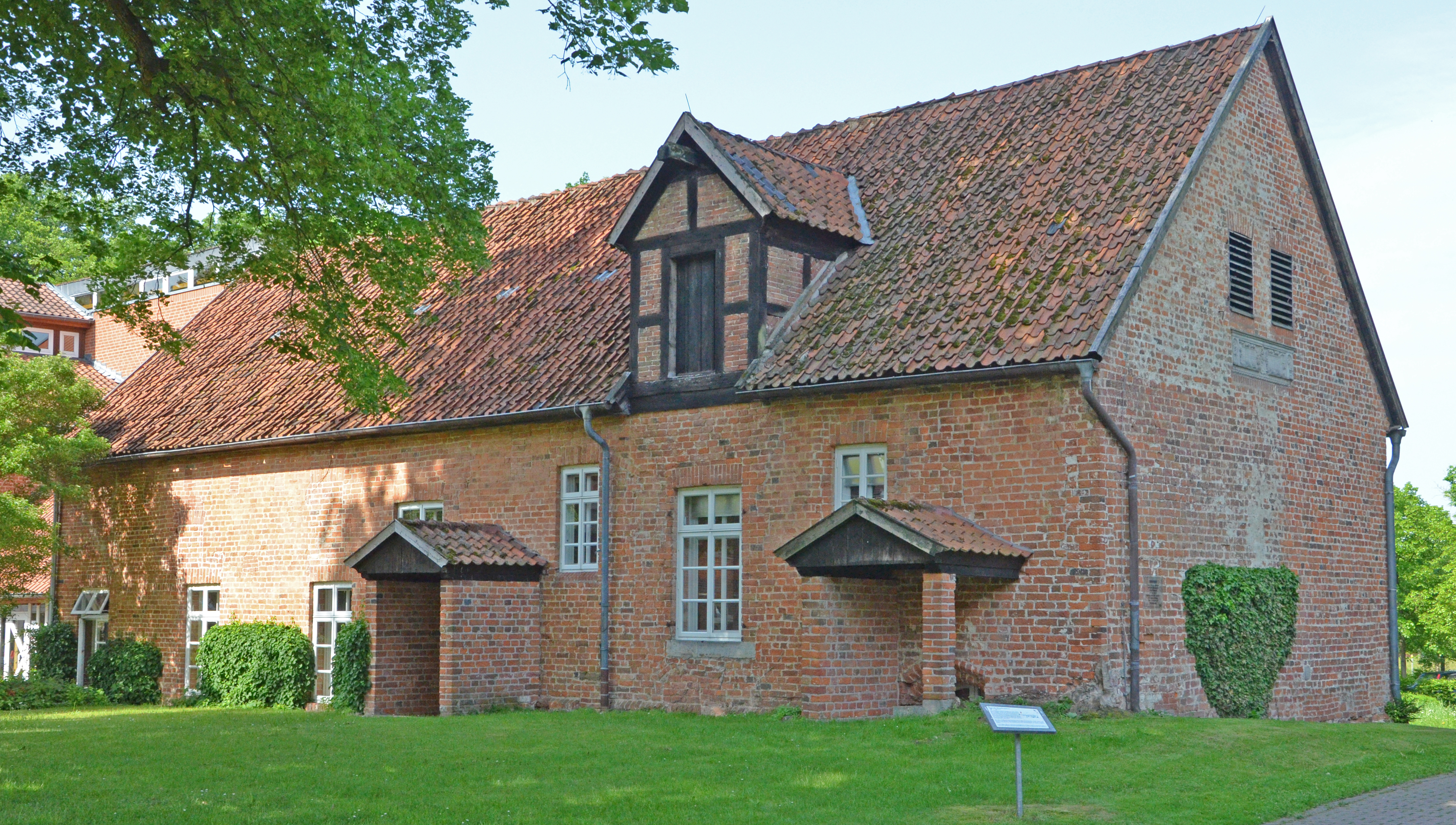
コルンツィンスハウス
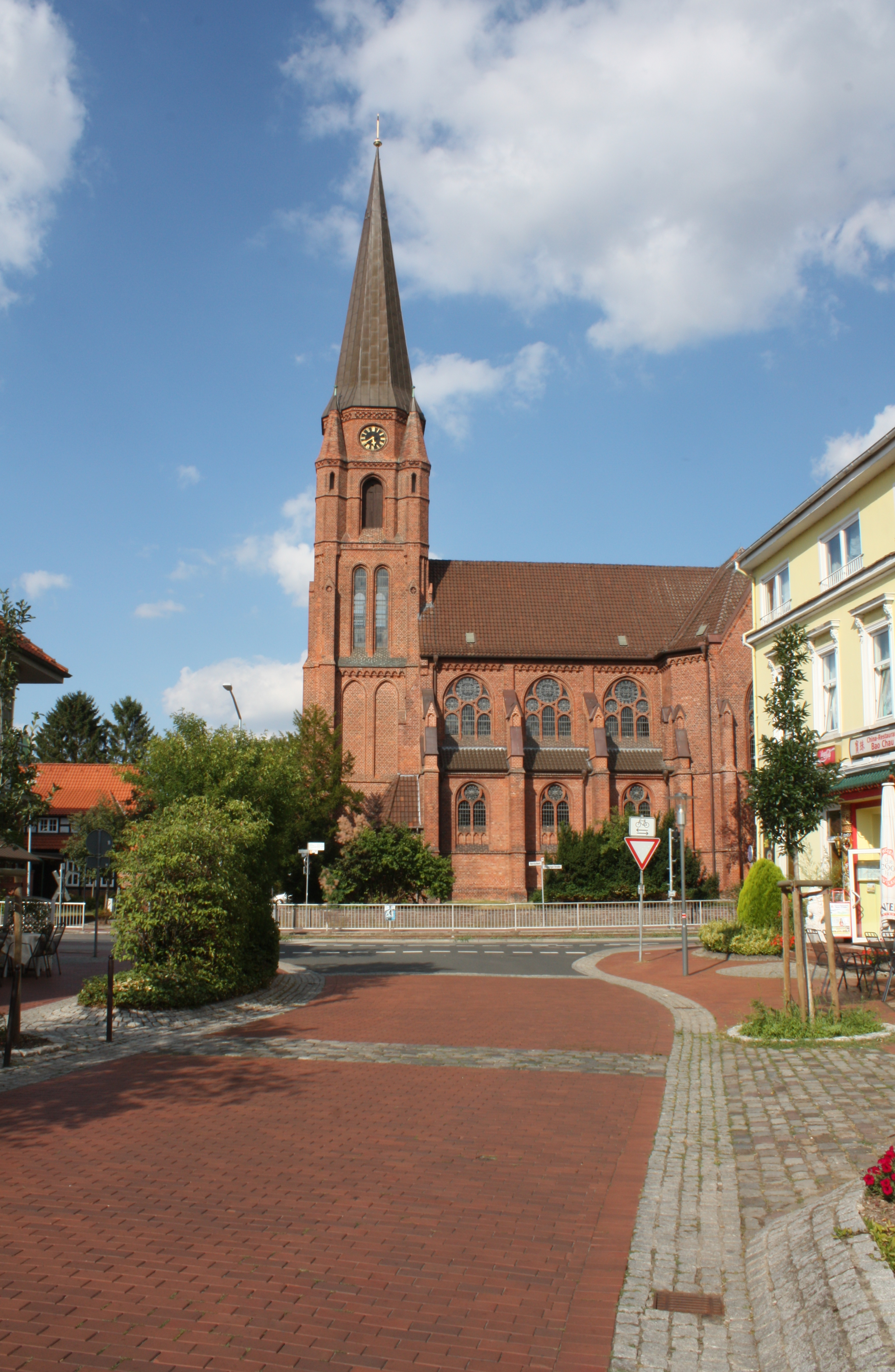
福音主義のクリストゥス教会
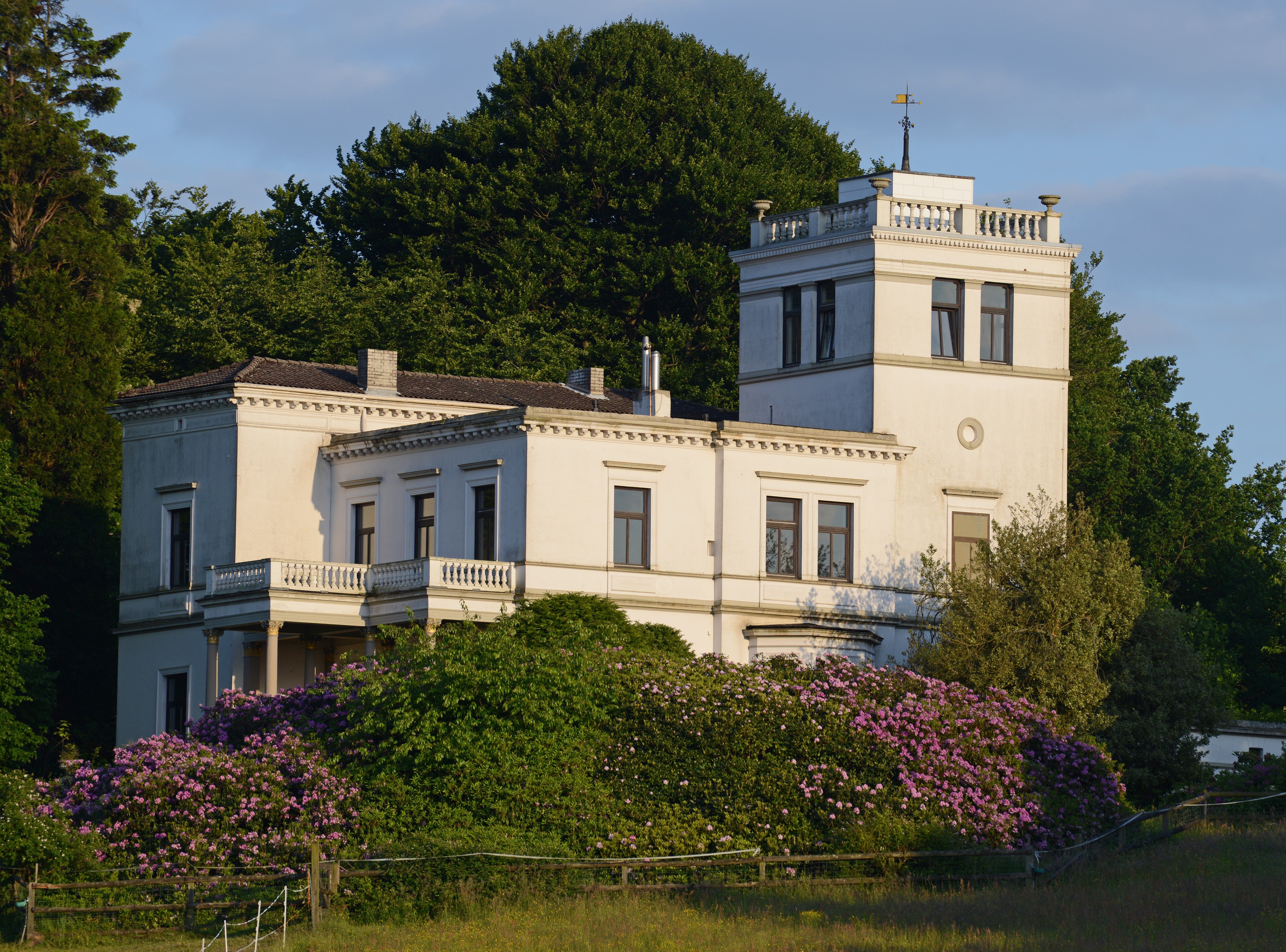
フィンケンブルク

### 市立文書館
市立文書館は、市の行政アーカイブである。市立文書館では、公文書、地図、史料、遺品、古い地方紙が閲覧できる。一点物の品（文化財）は、ヒンリヒ＝ハノ＝プラッツ1番地の市庁舎内にある。

### ユダヤ人墓地
ジーケのユダヤ人墓地は文化財に指定されている。これは、ディープホルツ郡に現存する保存状態の良い8つのユダヤ人墓地の1つである。ホーエ通りとリントホーフヘーエとの間のこの墓地には、1836年から1935年までの35基の墓石がある。

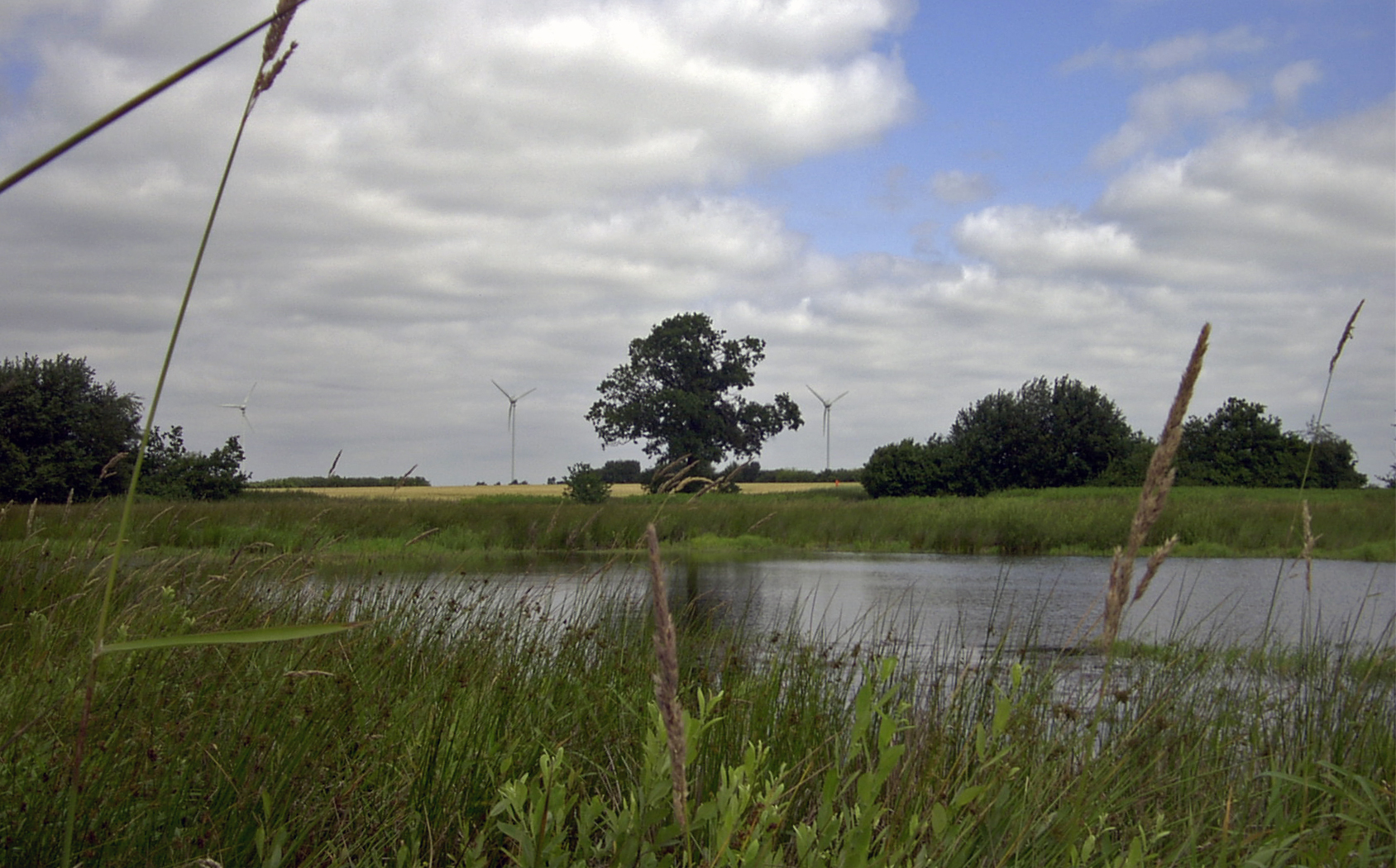
フリーデホルツァー・シュラット両生類ビオトープ自然保護区

### 自然保護区
- バリエン、ゲッセル、シュネプケ地区にシュラット（ヒースの池）があり、自然保護下にある小さなビオトープを形成している。
- ジーケ市内には、6つの自然保護区がある。
  - シュネプカー・シュラット自然保護区 (5 ha)
  - オーケラー・ザントグルーベ自然保護区 (3.6 ha)
  - ボルテンモーア自然保護区 (13.3 ha)
  - ヴァッヘンドルファー/ゲーデストルファー・ブルーフ (195 ha)
  - フリーデホルツァー・シュラット両生類ビオトープ自然保護区 (18.8 ha)
  - ハッヘタールおよびフリードルファー・ハッヘタール自然保護区 (261.8 ha)

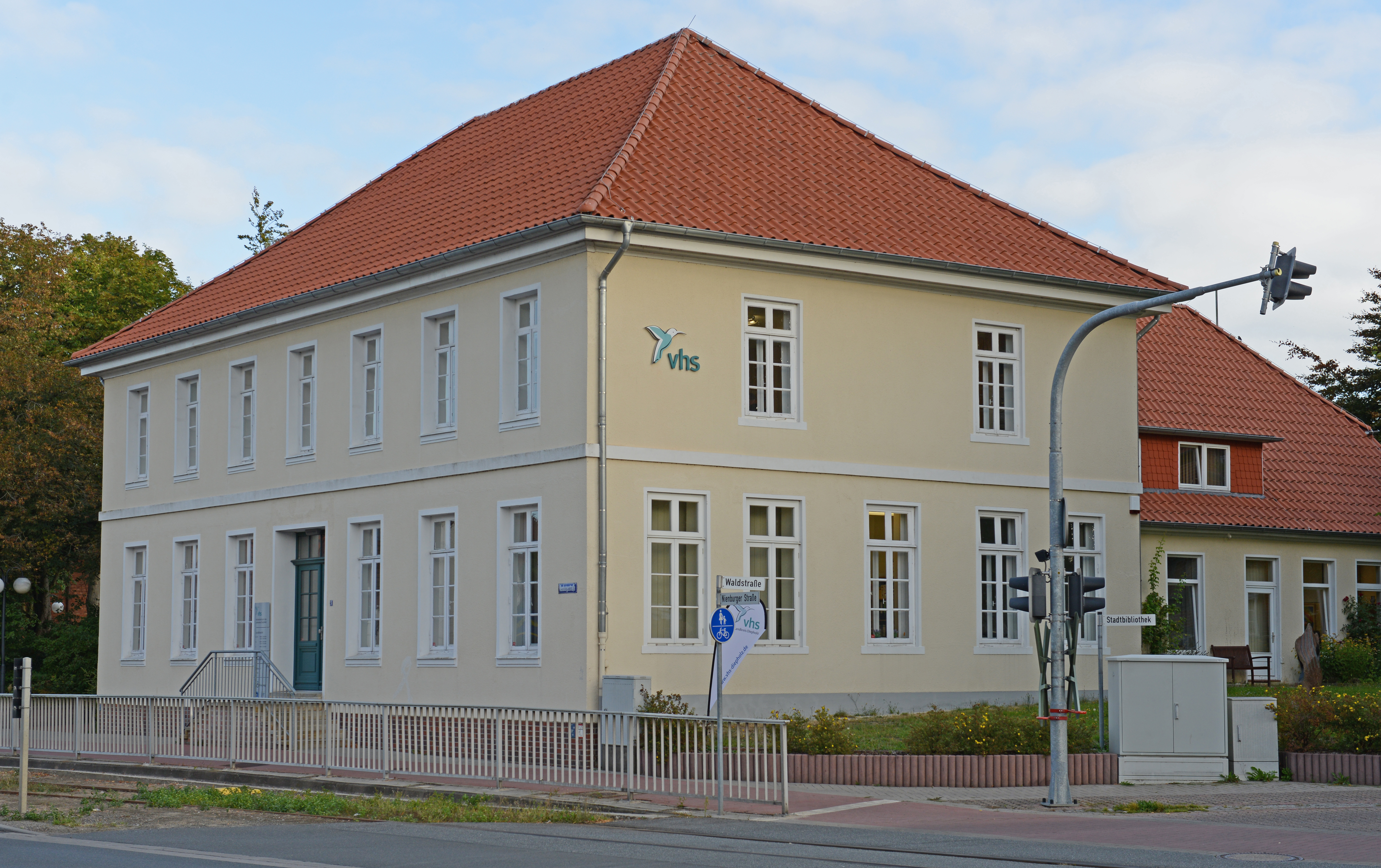
旧宿駅

### 建築文化財
ジーケの建築文化財リストには、ジーケ中核地区だけで36件、市域全体では106件が登録されている。
旧宿駅の事務棟修復により、民間の活動グループ「ルント・ウムス・ジーカー・ラートハウス e.V.」（直訳: ジーケ市庁舎周辺）は、2011年に市民の社会活動参加に関するニーダーザクセン賞を受賞した。

### 森と公園
ジーケ中心部の東に、主にブナと香りの強いベイマツからなる州有林のフリーデホルツがある。森の中に青銅器時代の墳丘墓がある。2010年にフリーデホルツの 4.5 ha の土地に 2,500本のセイヨウカジカエデの苗木が植えられた。ジーケの南西には、アスレチック施設を備えた州有林ヴェスターマルクがある。
ジークの中核市区には2つの公園がある。エドガー＝ダイヒマン＝パルクとオイローパガルテンである。ジーケのバリエン地区には、公園風のミューレンタイヒゲレンデが存在する。
- エドガー＝ダイヒマン＝パルクは、ジーケの名誉市民にちなんでこの名がつけられた。この公園はハッヘ川沿いにある。2006年以降、ツリー・オブ・ザ・イヤーに選定された樹木種の例が少なくとも1本はこの公園内に植えられている。これらの木には樹種を記した標識がつけられている。この公園は2015年10月まではミューレンタイヒパルクと呼ばれていた[19][20]。
- ツーム・ハッヘパルク通り沿いのオイローパガルテンは、芸術・文化プロジェクトの1つとして存在している。ここは、ビオトープ、ジーケの芸術家による様々な芸術作品、野外コンサート場のコンビネーションである。ここは、ジーケ市、ジーケの芸術家、欧州連合ディープホルツ地区支部、BUNDE（ドイツ連邦環境および自然保護局）の共同プロジェクトである。それは、芸術 - 文化 - 自然といった多機能な性格を有する、さながら、総合芸術である[21]。
- バリエンのミューレンタイヒゲレンデは、集落の水車の南に位置し、周回路ハインリヒ＝シュミット＝バリエン＝ヴェークに面している。この公園は草が自然繁茂し、バリエン、ハッヘタールのジーケ、ゲッセルを望む周回路を有する鳥獣園である[22]。
- ジーケのフリーデホルツとバリエンとの間の家具店の裏に、2014年以降、広さ 2 ha のジーケ樹木園があり、主に固有種の樹木約70本が植えられている[23]。

### 公共スペースの芸術作品

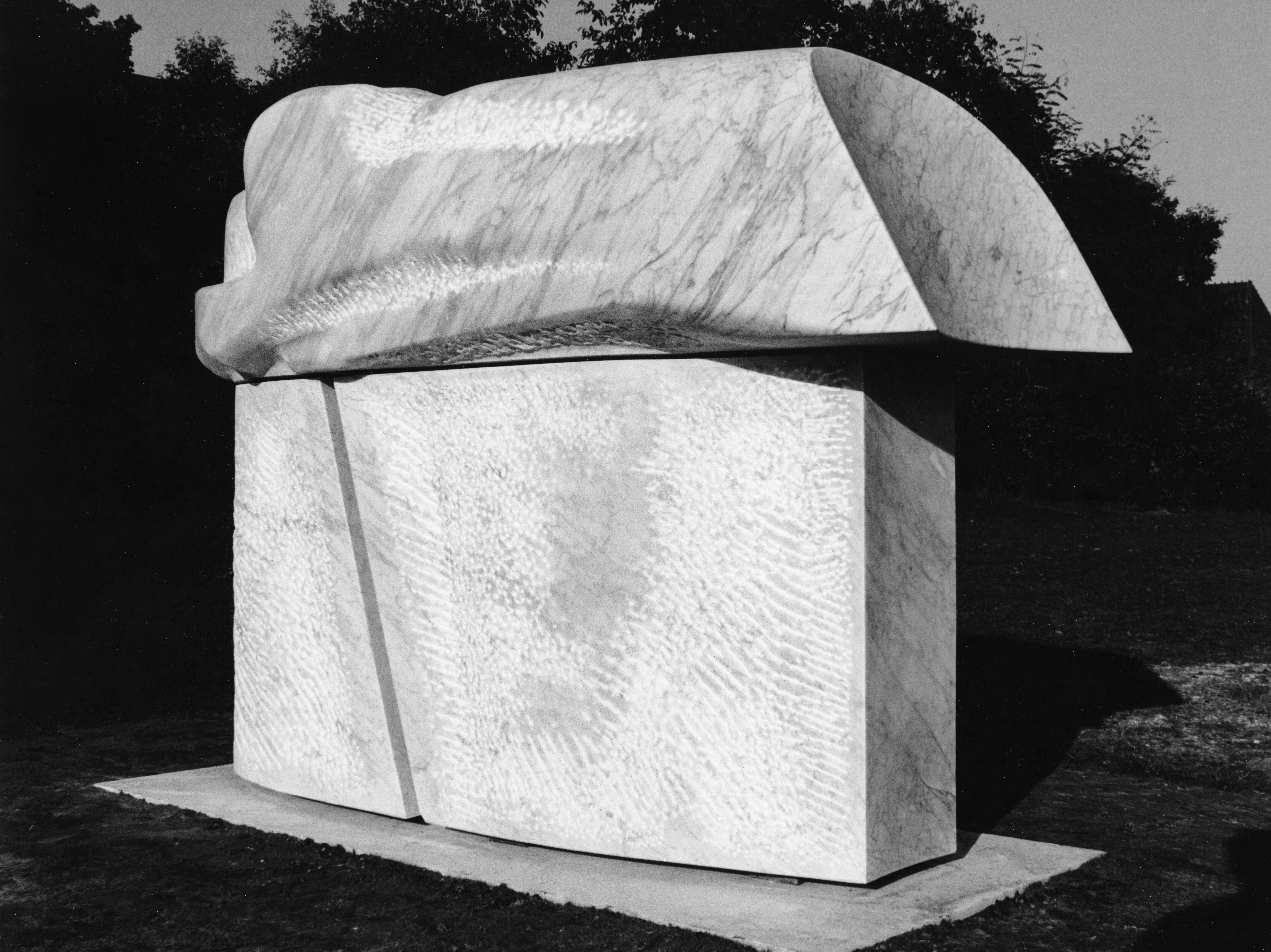
シュタインヴィーゼの Louis Niebuhr の作品「Paläotacho」

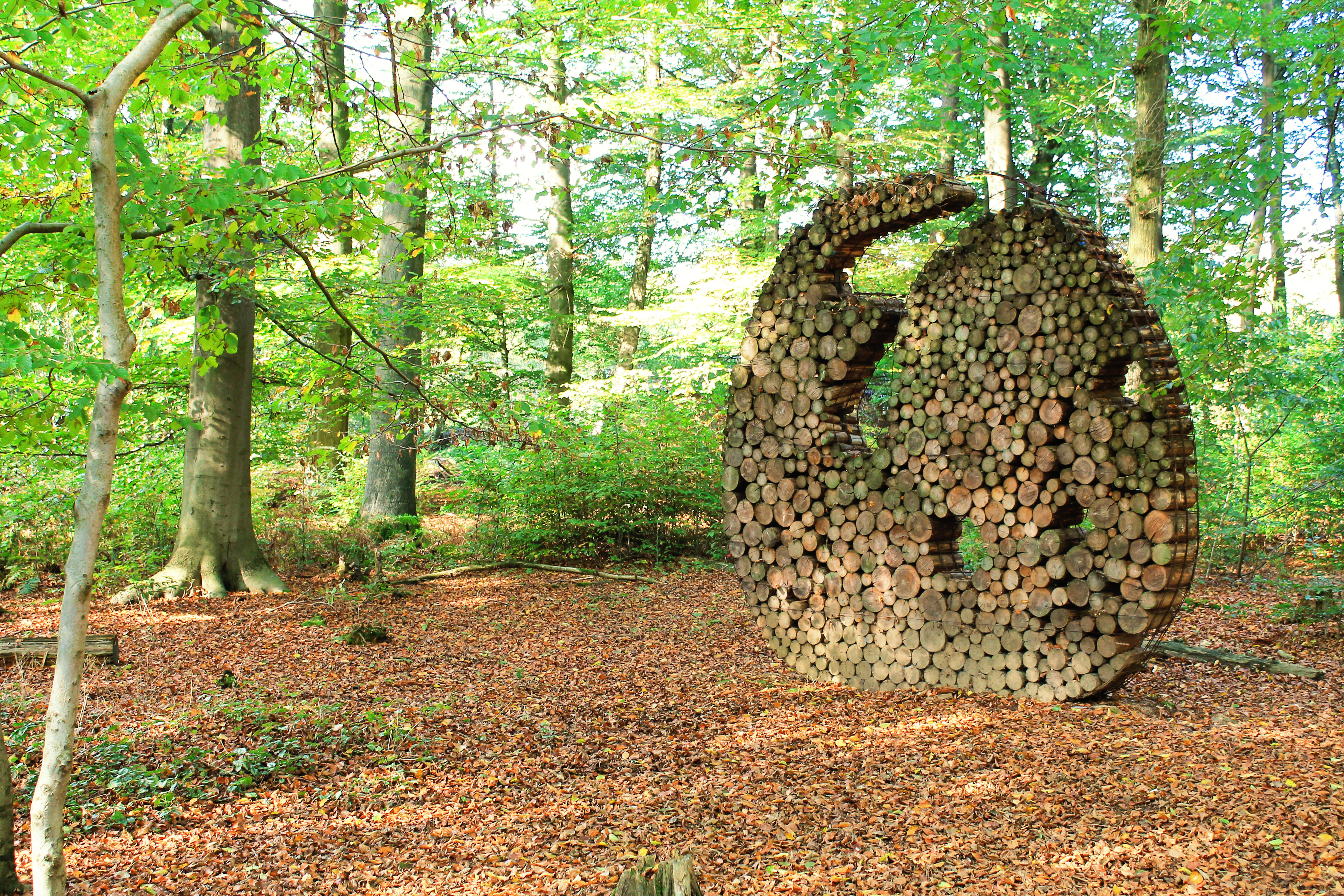
パブロ・ヒルンドルフ作「aRound」

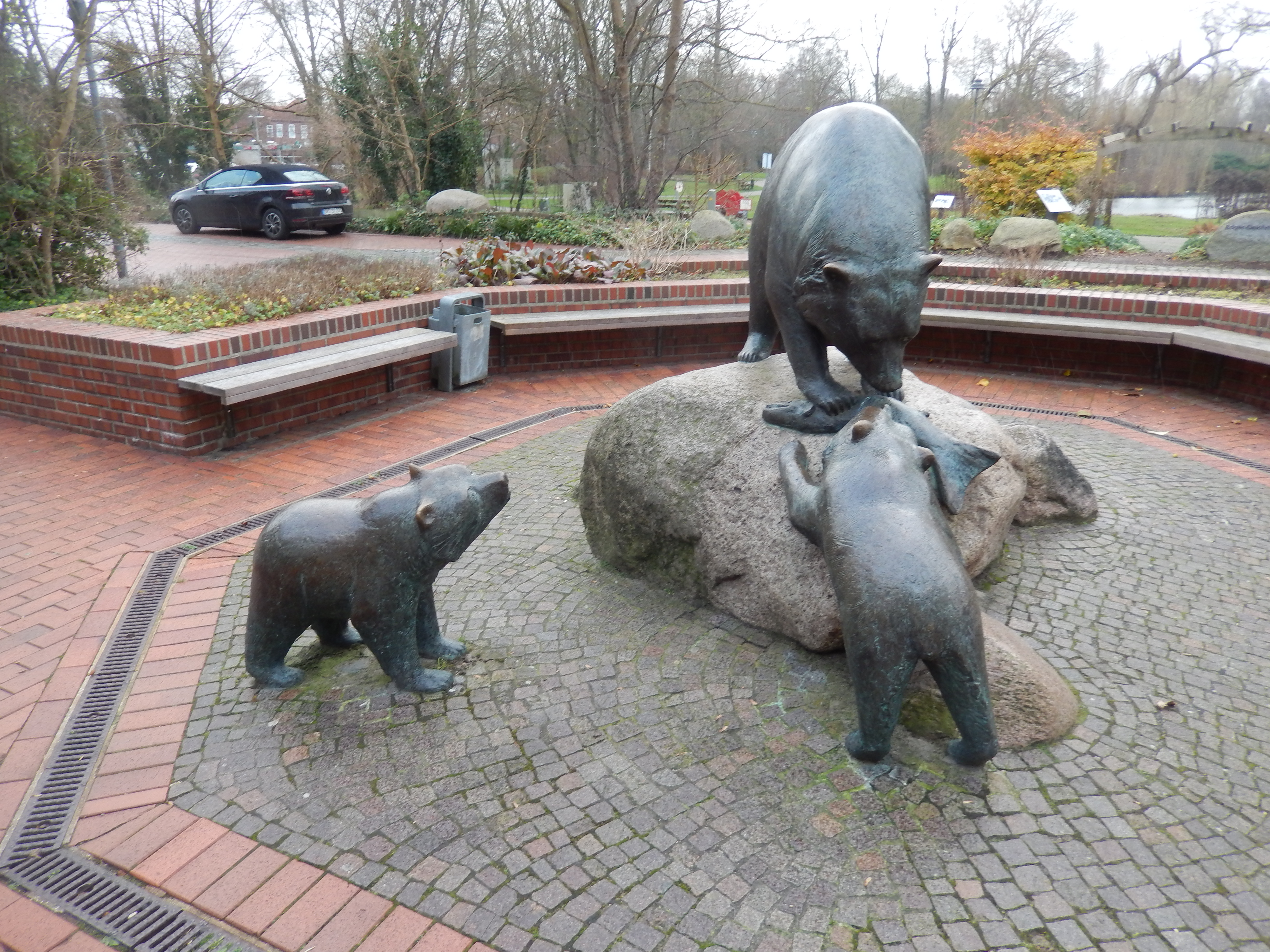
ホルガー・フォイクツ作「ベーレングルッペ」

ジーケには様々な異なる像やオブジェが存在する。
- ハッヘシューレのフォーラムには、シュヴェリンゲンの芸術家ゴットリープ・ポット・ドール（1905年 - 1978年）の1966年の作品「ヴァントビルダー/ビルトオブジェクテ」（直訳: 壁画描き/絵画作品）がある。
- クライスハウス・ジーケにはゴットリープ・ポット・ドールによる「リッター・ウント・エプティッシン」（直訳: 騎士と女子修道院長、金属とエナメル、1970年頃）がある。騎士が座る馬の鞍に、当時のグラーフシャフト・ホーヤ郡の紋章が描かれている。
- ギムナジウム前の「シュタインヴィーゼ」（石の広場）に6つの大理石像がある。これは1991年にジーケで開催された彫刻家シンポジウムを記念して、この年に「フォルメ・フュア・オイローパ」（直訳: ヨーロッパの形）というタイトルの下、5カ国の著名な彫刻家（イタリアのミゲル・アウシリ; ギリシアのイオアナ・フィリッピドウ; ユーゴスラヴィア（当時）のヤネツ・レナーシィ; ドイツのルイ・ニーブール; チェコスロヴァキア（当時）のイジー・セイファート; ドイツのヴェルナー・シュテッツァー）によって創作された石像である。
- 交通局（コルンツィンスハウス）前の旧郡役場の敷地に、1996年からルイ・ニーブールの大理石像「ノン＝ストップ」が設置されている。これは1988年にベルリンでの国際彫刻家シンポジウムを記念して制作されたものである。
- ジーケ内市街には、ジーケのアンドレアス・フレムベルクの作品「ヴェヒター」（直訳: 監視人、1994年）とレリーフ作品「シュタットレーベン」（直訳: 街の暮らし、1995年）がある。
- ジーケのフリーデホルツには芸術区画「ヴァルト＝ヴェーク＝ツァイヘン」がある。この芸術インスタレーションは大人と子供が散策し、触れて、観て、考えるためのものである。ここには以下の木製の作品がある。
  - 「ツヴァイ」（直訳: 二人）レギーネ・ハヴェレーク作、2006年
  - 「ディー・ヴェレ」（直訳: 波）アルリケ・ゲルナー作、2007年
  - 「ハントツァイヘン」（直訳: 手の合図）アダム作
  - 「aRound」パブロ・ヒルンドルフ作、2010年
  - 「ヒルシュ」（直訳: シカ）ラインハルト・オジアンダー作、2011年
  - 「ヴァルトタウハー」マルクス・コイラー作、2012年
  - 「タンクシュテレ」（直訳: ガソリンスタンド）ウーヴェ・シュローン作、2015年
  - 「ファンタジープラッツ」（直訳: 幻想広場）デトレフ・フリッツ・フォーゲス作、2005年。このベイマツで創られた23色の作品もヴァルト＝ヴェーク＝ツァイヘンに含まれる。
  - ルイ・ニーブール作の「ドッペルデルタ」および「ケルンシュニッテ・ポーラー - バイポーラー」（2002年）とエックハルト・ヴェッシェの作品「ツァイヘン」（2003年）は安全上の理由から解体された。
- 郡立貯蓄銀行前のミューレンダムにホルガー・フォイクツによるブロンズ製の「ベーレングルッペ」（直訳: クマの群、1987年）がある。
- ミューレンダムの郡立貯蓄銀行のすぐ近くに、ノルベルト・トスのブロンズ像「ツーフルフト」（直訳: 避難所）がある。
- クリストゥス教会前のラートハウス広場に、エルザ・テーベルマンとヘニング・グレーフェによる、迫害され殺害されたジーケのユダヤ人のための追悼碑がある。
- 連邦道沿いの郡立博物館の敷地に、6つの異なるオブジェクトがある。
  - 「シュタインハウス」（直訳: 石の家）リタ・ビーラー作、1992年
  - 「トーア」（直訳: 門）ハイドルン・コーネルト作、1996年
  - 「ドライ・アインツェルオブジェクテ」（直訳: 3つの孤立したオブジェクト）ハイケ・ミヒャエーラ・ヴァルター作、1998年
  - 「インス・ゲシュプレヒ・コメン」（直訳: 話し始める）エリカ・ハリエス作、2003年
  - 「プフェルデコプフ」（直訳: 馬の頭）アンケ・ネーゼマン作、2005年
  - 「インスタレーション」ニコラ・ドルマーゲン作、2001年: オーク材で創られている。数多くの個別のエレメントからなり、巨大な子供用組み立てブロックを思わせる。
- 税務署の敷地に、ユルゲン・コミノットのブロンズ像とカール・ヴィーンチェクの石像がある。どちらも1984年に創られた。
- ハウプト通りのオルデンブルク地方銀行前に石の球をもつ泉（1984年）がある。
- バリエンの墓地に東ヨーロッパからの出稼ぎ労働者の25人の幼児を追悼する、エルザ・テーベルマンとヘニング・グレーフェによるによるスチール製の作品（2005年）がある。この幼児たちは、1944年から1945年にバリエンの国家社会主義者によって逮捕され、死亡し、バリエンの墓地に埋葬された、いわゆる「ポレンキンダーハイム」（直訳: ポーランド人の子供の家）の子供であった。
- 「ジーカー・フォアヴェルク」の敷地に、以下の芸術家による木像やセラミック像がある。
  - 「ヴェークツァイヘン・ヴィーゼ、パルク・ウント・ガルテン」（直訳: 草地、公園、庭園の道標）リタ・ビーラー作、テラコッタ作品、2003年
  - 「ビーネンベート」（直訳: ミツバチの花壇）ハイケ・ミヒャエラ・ヴァルター作、5つのテラコッタ・オブジェと花壇で構成されたインスタレーション、2010年
  - 「ブラット・ガイスト・トーテム」（直訳: 木の葉と精神のトーテム）エマヌエル・エニ作、ベイマツ、テラコッタ、板ガラスによる作品、2011年
  - 「デア・アムトマン」（直訳: 役人）デトレフ・フリッツ・フォーゲス作、ベイマツと彩色された壺、2011年

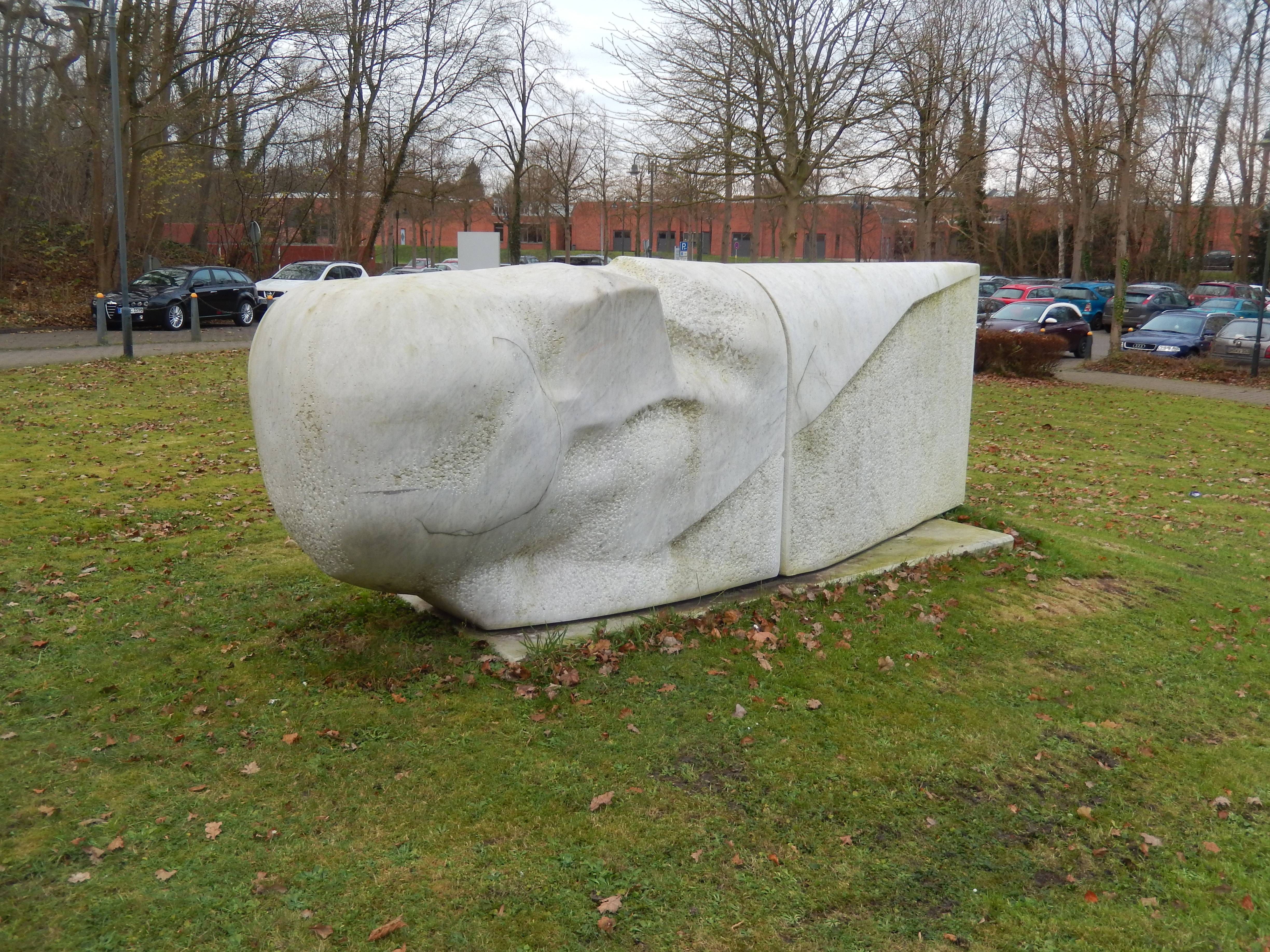
ルイ・ニーブール作「ノン＝ストップ」
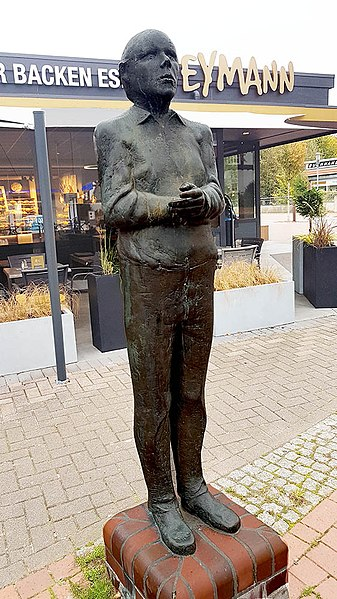
アンドレアス・フレムベルク作「ヴェヒター」
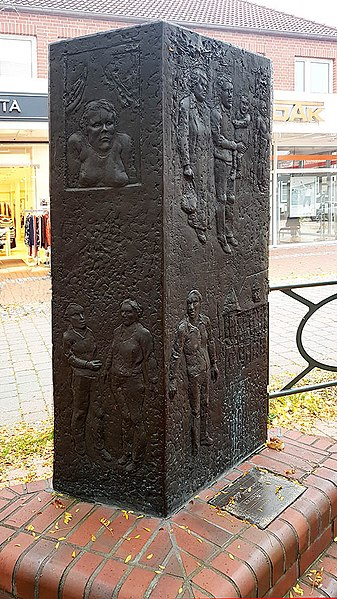
アンドレアス・フレムベルク作「シュタットレーベン」
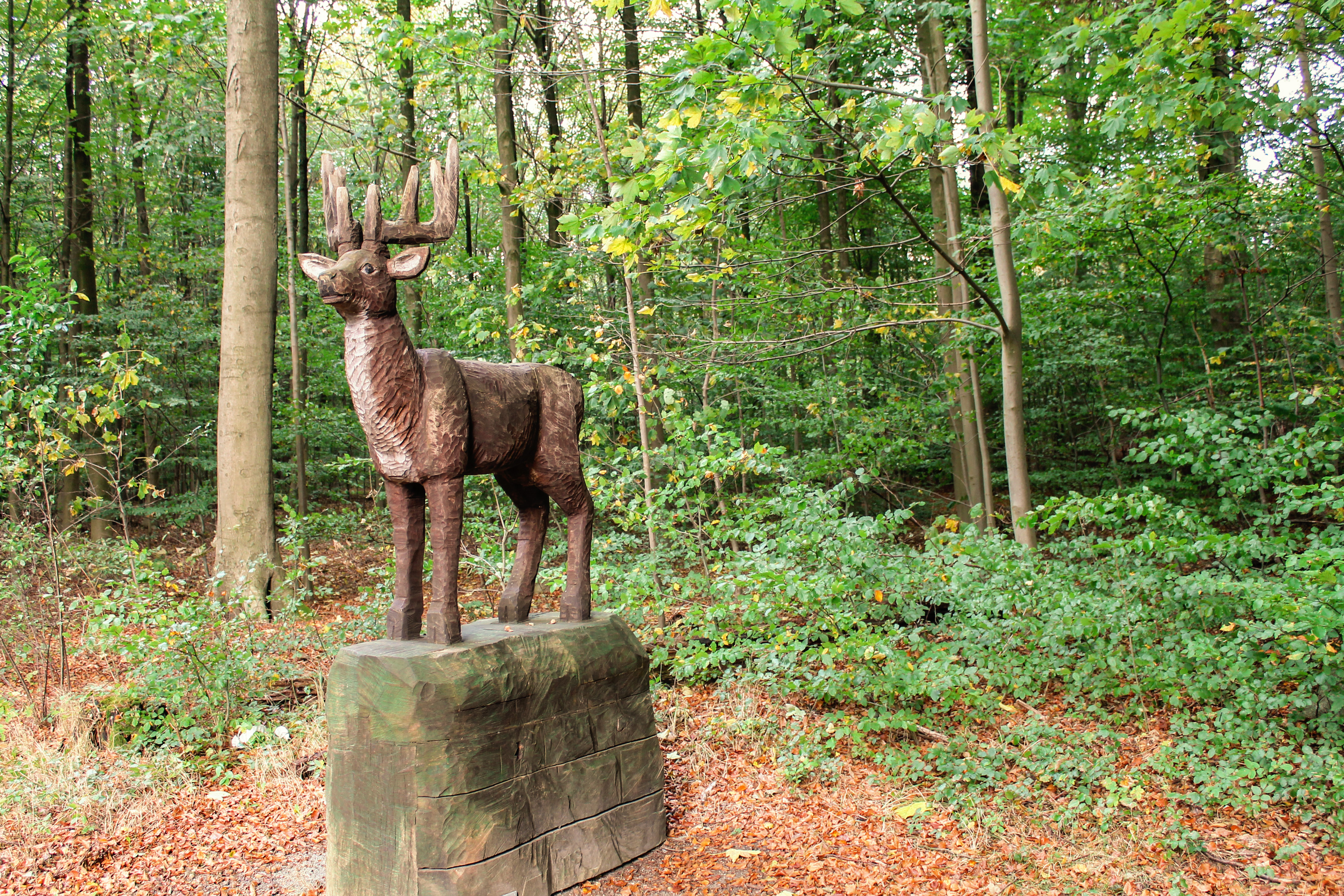
ラインハルト・オジアンダー作「ヒルシュ」
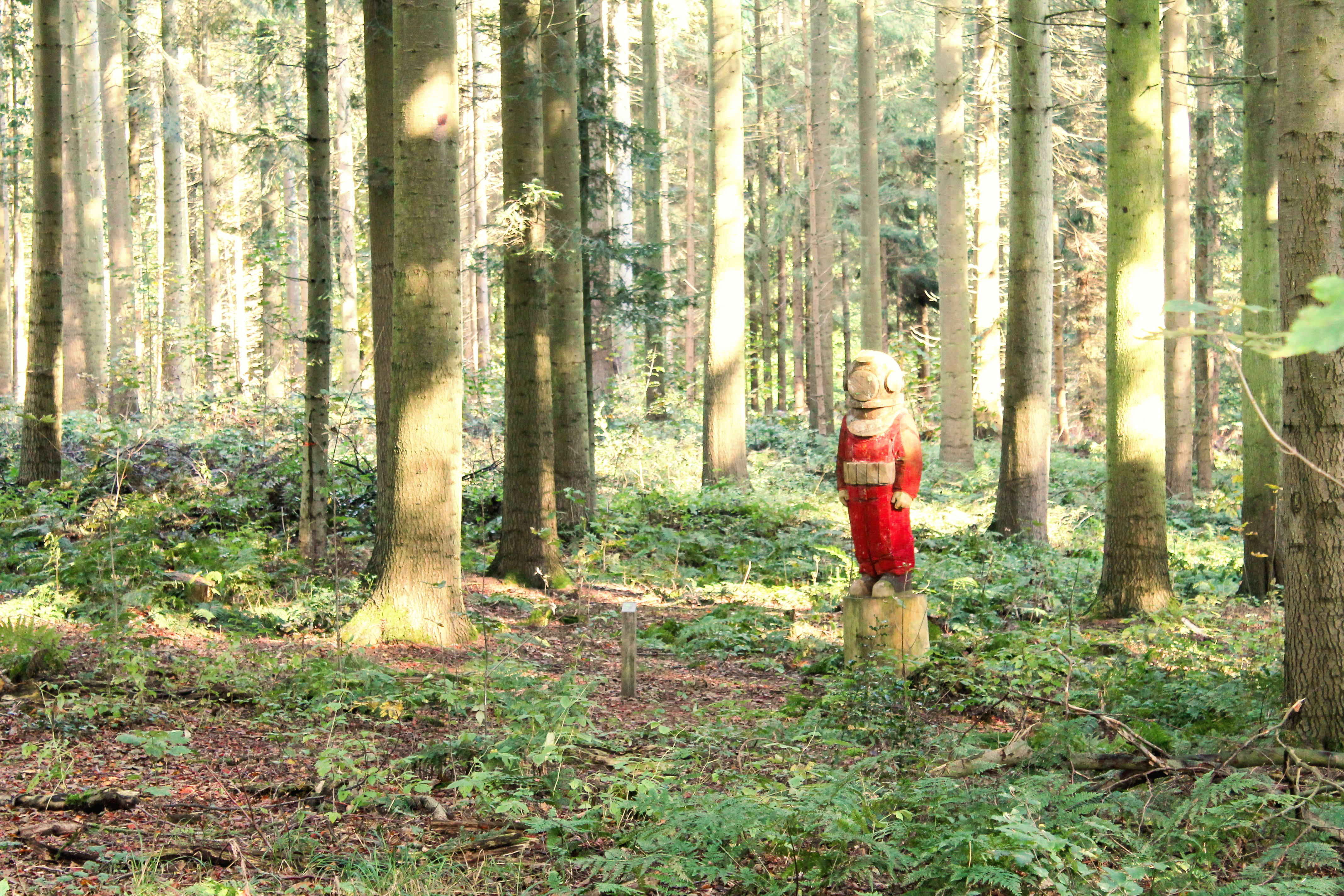
マルクス・コイラー作「ヴァルトタウハー」
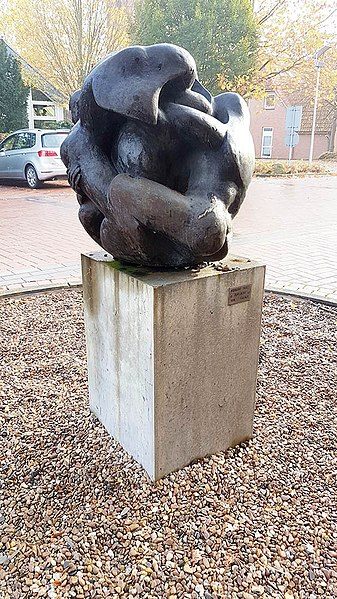
ノルベルト・トス作「ツーフルフト」

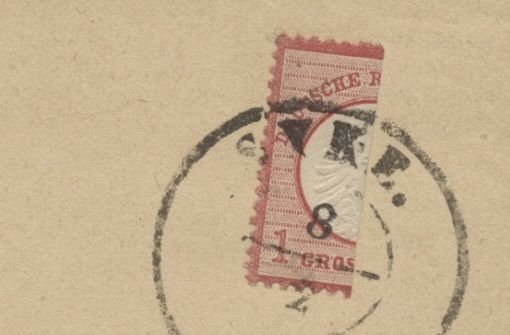
ジーケ＝ハルビールング

### 切手
1872年から73年のジーケ＝ハルビールング（直訳: ジーケの半分、半分に切られて使われた切手）は、切手収集家にとっての珍品である。切手収集家の間では最高 261,000ユーロで取引されたことがある。

## 経済と社会資本

### 地元企業
重要な工業分野は、機械製造と実験技術である。その他の企業としては、天然石の卸売り、住宅建築、家畜の活用がある。さらにジーケには地域の役所も存在する。ジーケには、クライスツァイトゥング出版協会の出版・印刷所がある。これはディルク・イッペンの出版グループの重要な拠点の1つである。

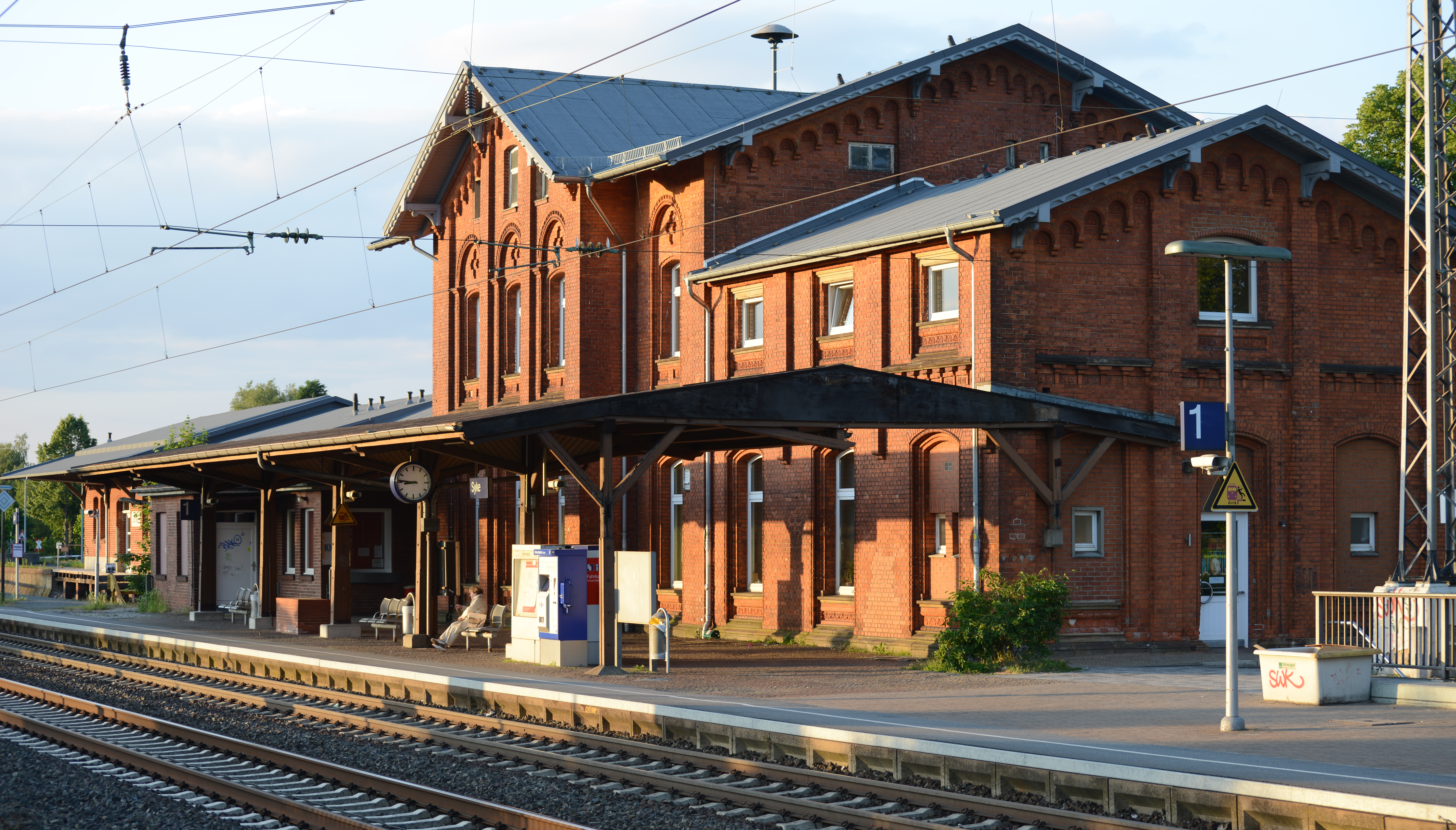
ジーケ駅

### 交通
- ジーケは、ブレーメンとハノーファーとを結ぶ連邦道 B6号線、または連邦アウトバーン A1号線（ハンザ線）のグロース＝マッケンシュテット・インターチェンジ、ブリンクム・インターチェンジ、ヴァイエ・インターチェンジ経由でアクセスできる。
- ブレーメン空港は約 20 km の位置にある。
- ジーケは、鉄道ヴァネ＝アイケル（ドイツ語版、英語版） - ハンブルク線に面している。大きなジーケ駅には、レギオナルエクスプレス RE9（オスナブリュック - ブレーメン - ブレーマーハーフェン＝レーエ（ドイツ語版、英語版））の列車と、ブレーメン/ニーダーザクセン地域Sバーン RS2号線（ブレーマーハーフェン＝レーエ - ツヴィストリンゲン（ドイツ語版、英語版））の列車が停車する。ジーケ＝バリエン駅に停車するのはSバーンのRS2号線の列車である。将来的には、ブレーメン/ニーダーザクセンSバーンはジーケからブレーマーハーフェン＝レーエまでの区間を30分間隔で運行する予定である。ジーケ駅の乗降客数は1日3,200人で、郡内で最も多い[25]。
- ジーケからアイストルプまでの路線は、2006/07にジーケ駅からジーケ＝ハイリゲンフェルデまでの区間で改修工事が行われた。2007年からジーケとアイストルプとの間は、グラーフシャフト・ホーヤ交通会社 (VGH) がドイツ鉄道協会と共同で運行する「カフキーカー号」が年に数日運行している。さらにわずかながら貨物列車も運行している。跨線橋に2008年7月から8月に近代的な安全装置が装備され、2008年10月9日に連邦鉄道局の認可を受けた。
- ブロクザー・ハイラーツマルクト（祭）の際には、エルベ＝ヴェーザー交通会社の列車が運行する。
- 市内では、ジーケ市民バスが3本の路線を運行している。
- ジーケは2005年6月にニーダーザクセンで最も自転車に優しい自治体に選ばれた。

### インフラストラクチャ

#### 一般
- ジーケ市庁舎（都市行政機関）市民窓口を有する。ハインリヒ＝ハノ＝プラッツ1番地
- ジーケ市立図書館、ハインリヒ＝ハノ＝プラッツ1番地
- ジーケ消防団は、9つの地区支部からなる。ジーケ重点地区消防団とバリエン、ゲッセル＝リシュテット、ゲーデストルフ＝オスターホルツ＝シュネプケ、ハイリゲンフェルデの4つの防災拠点消防団、ヘンシュテット、ヤールディングハウゼン、オーケル、ヴァッヘンドルフの4つの消防団である。
- 連邦技術支援隊（ドイツ語版、英語版）のジーケ支部には、2つの活動グループ、1つの緊急準備および緊急出動専門グループ、1つの青年グループが存在する[26]。
- ドイツ赤十字はディープホルツ郡の迅速出動グループ北部地区の一部である。

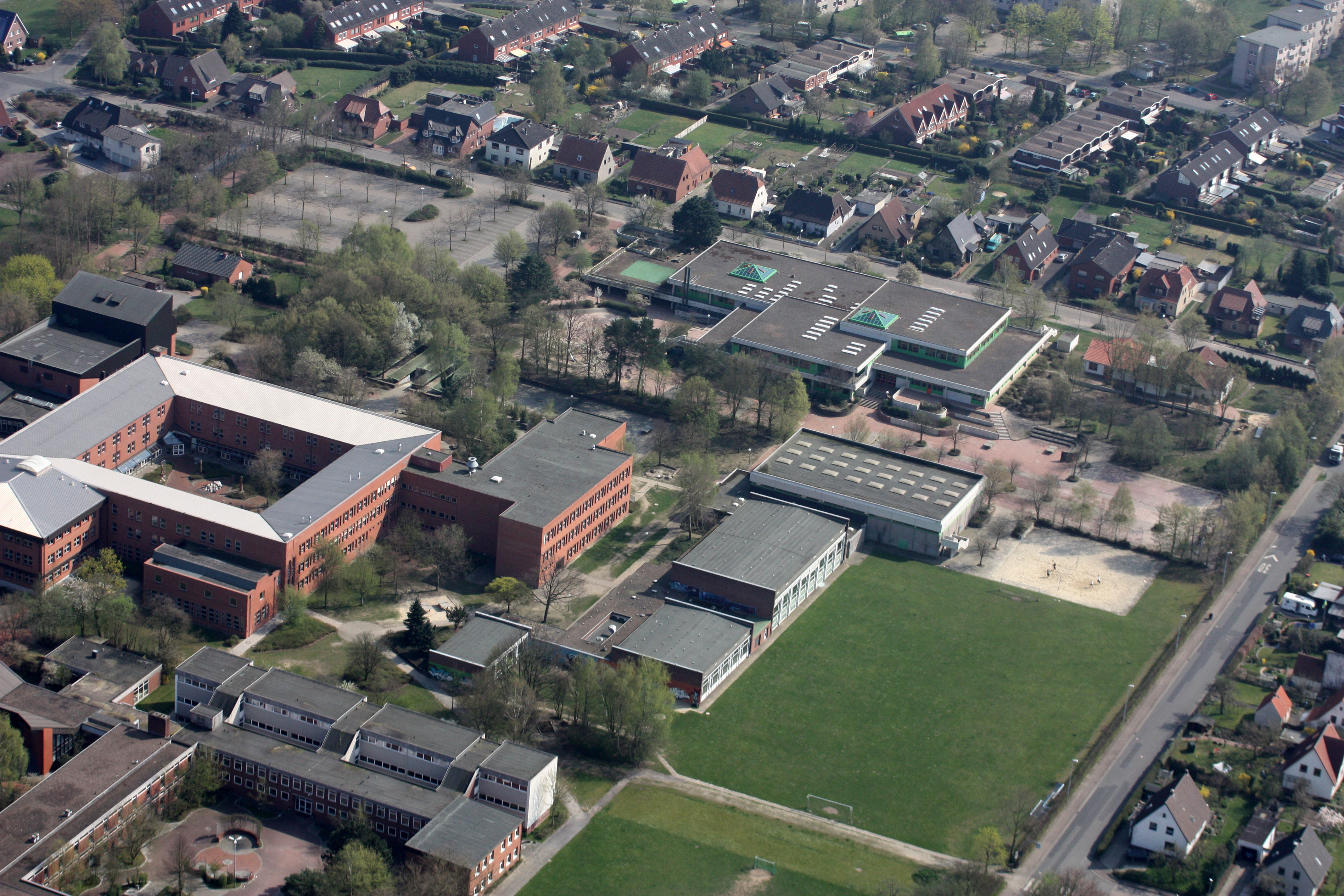
ジーケ学校センター

### 教育
- アム・リントホーフ基礎課程学校、ジーケ
- バリエン基礎課程学校
- アストリート＝リントグレン基礎課程学校、ハイリゲンフェルデ
- ハッヘシューレ（養護学校）、ジーケ
- エルレンシューレ、州認定の全日制教育機関、ジーケ
- 実科学校課程 "GTS 2001" を含む本課程学校。ジーケ
- ジーケ実科学校
- ジーケ・ギムナジウム
- ディープホルツ郡職業教育学校
- ジーケ経済専門学校
- 保健学、工学、経済学のジーケ専門ギムナジウム（職業ギムナジウム）

### スポーツ

#### スポーツ施設
- 体育館 3館。1つは観客席を有している。
- ジーケ、アム・リントホーフ、アム・リーダーダム、バリエン＝グロッケン通りの屋内プール
- フリーデホルツの郡立博物館近くにある屋外プール
- 2つの大きなスタジアム: ジーケ中央のヴァルトシュターディオンとノイシュタットのハッヘシュターディオン

#### クラブ
- この街では、サッカー、ハンドボール、バドミントン、バスケットボール、徒手体操、陸上競技、ホッケー、乗馬、水泳、テニス、卓球、器械体操、バレーボール、水球といった種目が提供されている。さらにボクシング、合気道、柔道、空手といった格闘技や27ホールのゴルフ場、競技ダンスのクラブもある。
- ジーケ釣りクラブ、バリエン・テニス＝クラブ、レールセン射撃スポーツ協会、FC ゲッセル＝レールセン、FC ジーケ 01、航空スポーツクラブ・アルバトロス、ジーケ・ゴルフクラブ、オーケルおよび周辺乗馬・騎馬クラブ、ジーケ射撃愛好会、バリエン、ゲーデストルフ、ハイリゲンフェルデ、オーケル、オスターホルツ、リーシュテット、シュネプケ、ジーケの各射撃クラブ、ヨットクラブ・ヴァイキング、ハイリゲンフェルデ・スポーツクラブ、シュタットシュポルトリング、ジーケ・テニスクラブ、TSG オスターホルツ＝ゲーデストルフ＝シュネプケ、TSV バリエン、オーケル体操スポーツクラブ、ジーケ体操スポーツクラブ
- TSC ハンザ・ジーケのラテンフォーメーションは2005/2006年シーズンにブンデスリーガ2部で踊っていた。

## 人物

### ゆかりの人物
- ヴィリー・ザイベルト（ドイツ語版）（1908年 - 1976年）親衛隊大佐。有罪判決を受けた戦争犯罪者。1956年から1976年までジーケに住んだ。
- ルディー・カレル（ドイツ語版、英語版）（1934年 - 2006々）オランダ人司会者、エンターテイナー。1981年から2006年までヴァッヘンドルフ地区に住んだ。
- ラインホルト・ベックマン（ドイツ語版、英語版）（1956年 - ）テレビタレント、サッカーコメンテーター。ジーケでアビトゥーアを修得した。
- ヴェラ・ユルゲンス（ドイツ語版、英語版）（1969年 - ）チェス、女子グランドマスター。ジーケ在住
- ババ・サード（ドイツ語版、英語版）（1985年 - ）ラッパー。1994年から一時期ジーケに住んでいた。
- ティモ・ペルテル（ドイツ語版、英語版）（1989年 - ）1995年から1999年まで TuS ジーケのジュニアチームに所属していた。

## 関連図書
- Martin Zeiller (1654). “Sicke”. In Matthäus Merian. Topographia Ducatus Brunswick et Lüneburg (= Topographia Germaniae. Band 15). p. 187
- Heinz-Hermann Böttcher; Heiner Büntemeyer; Hermann Greve~; Wilfried Meyer (1983). SYKE und umzu. Syke. ISBN 978-3-923965-00-7
- Hermann Greve; Gabriele Ullrich (2002). Unterwegs … in Syke. Ein Kultur- und Naturreiseführer für Syke und seine Ortsteile. Ein Führer durch die Hachestadt. Natur – Kultur – Geschichte. Fischerhude: Verl. Atelier im Bauernhaus. ISBN 978-3-88132-305-5
- Hans-Michael Heise. Der Amtshof in Syke und sein Vorwerk am Friedeholz. Anmerkungen zur Geschichte der Stadt Syke und des Landkreises Diepholz. Diepholz/Syke 2002, 59 S., ISBN=978-3-89728-050-2